# Geografie socială
Geografia socială este unul din curentele induse în geografie de structuralism. Termenul de "Geografie socială" a fost folosit pentru prima oară de geograful francez Camille Vallaux, în 1908. Geografia socială a fost dezvoltată inițial de școlile geografice germană, austriacă și elvețiană (prin geografii Wolfgang Hartke, Hans Bobek ș.a.), și consacrat după 1970 de școlile de geografie americană, britanică și franceză (Ray Pahl, David Ley, Anne Buttimer, Pierre George, Armand Fremont, Guy di Meo etc.). În România, lucrările de geografie socială tind să se afirme abia după 1990.
Geografia socială se ocupă de studiul dimensiunii spațiale a relațiilor sociale. Accentul se pune pe evidențierea disparităților social-economice, ca rezultat al nivelelor de dezvoltare și al structurii sociale pe clase și categorii sociale. Influențată de sociologie, geografia socială se bazează pe anchetele de teren și pe interviu, ca metode de culegere a datelor empirice. Interpretarea acestora a evoluat, de la varianta inițială a studiilor de peisaj influențat de evoluția structurilor sociale, spre interpretarea de tip behaviorist, apoi fenomenologic, și până la curentele actuale ale postmodernismului, prin care se neagă baza de pornire a geografiei sociale, structuralismul.